# Асоціативний експеримент
Асоціати́вний експериме́нт — метод психосемантичного дослідження, психологічний або психолінгвістичний експеримент, суть якого полягає в тому, що респондентові пропонують стимули різного типу (слова, малюнки тощо) з метою викликати у нього відповідні асоціації.

## Історія виникнення методу
Перший А. Е. поставив Ф. Гальтон; В. фон Вундт, К. Г. Юнг, М. Вертгеймер і Д. Кляйн застосовували асоціативний експеримент як проективний метод для дослідження мотивації особистості. Початковий період використання асоціативного експерименту завершується в 1910 р. створенням Кент-Розанівського списку асоціативних норм. Для другого періоду характерний сильний вплив, з одного боку, ідей біхевіористської психології, що розглядав зв'язок між стимулом і реакцією як чисто механічний, а з іншого — чіткою прагматичною спрямованістю. Третій період асоціативних досліджень пов'язаний із виникненням психолінгвістики (1954 р.) і дослідженнями мовленнєвої діяльності людини. Із формуванням когнітивної парадигми мовознавчих досліджень результати асоціативного експерименту починають залучати до вивчення когніції людини, особливостей мовної концептуалізації тощо.

## Види асоціативного експерименту
Розрізняють:
- вільний асоціативний експеримент, коли респондентові пропонують відповісти словом, що перше спало йому на думку після пред'явлення стимулу, не обмежуючи вибір реакції жодними критеріями;
- керований асоціативний експеримент, коли експериментатор певним чином обмежує вибір реакції, наприклад, дає завдання подати означення до стимулів-іменників тощо;
- ланцюговий асоціативний експеримент, у якому респондентові пропонують відповісти будь-якою кількістю реакцій на стимул, не встановлюючи жодних формальних або семантичних обмежень.
Можливі також змішані види асоціативного експерименту, коли респондент отримує завдання відповісти певною кількістю реакцій-означень на стимул-іменник (див. Бутенко, 1989).
На перебіг асоціативного експерименту впливають різні чинники (соціальні, психофізіологічні тощо). Це форма проведення асоціативного експерименту (усна, письмова, спосіб пред'явлення стимулів — по одному або списком тощо); хто і як проводить експеримент (тобто поведінка експериментатора, його індивідуальні характеристики, настанови, яку він/вона дає респондентам тощо); обставини, за яких експеримент відбувається (місце проведення, погодні тощо умови); психічний стан інформантів на час проведення експерименту, вплив політичних та ін. подій на їхню свідомість тощо.
Асоціативний експеримент часто охоплює чисельну вибірку та надає великий масив даних, на основі який формується таблиця частотного розподілу слів-реакцій. Мірою семантичної близькості пари слів визнається ступінь збігу розподілу відповідей, тобто подібність даних на них асоціацій – коефіцієнт асоціації, міра перекриття. Матриці відстаней піддаються багатомірній статистиці, наприклад, факторизації. Виділені фактори мають змістовну інтерпретацію і виступають як семантичні складові значення реконструйованого семантичного простору. 
Асоціативні зв'язки, наявні у свідомості людини взагалі чи присутні у певний момент, пов'язані із протіканням у корі головного мозку тих чи інших психічних процесів, від яких залежить мислення людини взагалі. Відповідь (слово-реакція) на задане слово-стимул дозволяє простежити динаміку асоціативних зв'язків у свідомості людини, визначити як за допомогою мовних знаків відображається об'єктивна дійсність у її свідомості; які зв'язки вона встановлює між окремими предметами і явищами, семантичні зв'язки між словами, який тип мислення у неї домінує.
Перевагою асоціативного експерименту є його простота, зручність застосування. Недоліком методу - його чутливість до фонологічної та синтаксичної подібності, що призводить до значної зумовленості асоціацій мовними штампами. 

## Результати експерименту
Асоціативний експеримент як дослідницька процедура дозволяє встановити асоціативні ряди та асоціативне поле на задані слова-стимули, визначити частотність асоціативних зв'язків, встановити їх види, показати їх розміщення за ступенем первинності чи вторинності, за відстанню, встановити зв'язок асоціативної пари, показати семантичний «подразник», який викликав ефект обманливого сподівання, дослідити рівень абстракції окремих асоціативних слів у площині окремого асоціативного поля та асоціативних рядів тощо.

## Подальші дослідження
У ході даного експерименту подальшими дослідженнями могли б бути:
- встановлення асоціативних зв'язків-паралелей, які є автоматизовані у рідній мові і відношення дизасоціації між ними в процесі вивчення іноземної мови;
- показати синтагматичні, парадигматичні та епідигматичні відношення лексико-семантичного поля; *показати асоціативні зв'язки у зв'язку з тендерною диференціацією;
- окреслити емоційні контури мислення з метою вивчення на основі різних асоціативних зв'язків емоційно-оцінного поля, відповідно до яких з'являється певний тип вербальної поведінки.